# Düzce (district)
Düzce is een Turks district in de provincie Düzce en telt 183.395 inwoners (2007). Het district heeft een oppervlakte van 739,1 km². Hoofdplaats is Düzce.
De bevolkingsontwikkeling van het district is weergegeven in onderstaande tabel.
| 1997    | 2000    | 2007    |
| ------- | ------- | ------- |
| 170.619 | 159.690 | 183.395 |